# En fattig miljonär (film, 1935)
En fattig miljonär är en amerikansk film från 1935 i regi av Mitchell Leisen. Carole Lombard och Fred MacMurray som gör huvudrollerna kom att bli ett populärt filmpar, de gjorde ytterligare fyra filmer ihop.

## Handling
Regi Allen arbetar som manikyrist på ett hotell. Hon har haft en fattig uppväxt och är fast besluten att gifta sig rikt.

## Rollista
- Carole Lombard - Regi Allen
- Fred MacMurray - Theodore Drew III
- Ralph Bellamy - Allen Macklyn
- Astrid Allwyn - Vivian Snowden
- Ruth Donnelly - Laura
- Marie Prevost - Nona
- William Demarest - Natty (ej krediterad)